# Onthophagus expansicornis
Onthophagus expansicornis är en skalbaggsart som beskrevs av Bates 1891. Onthophagus expansicornis ingår i släktet Onthophagus och familjen bladhorningar. Inga underarter finns listade i Catalogue of Life.